# آليام آليام (فلم)
آليام آليام هو فيلم دراما مغربي صدر سنة 1978، من كتابة وإخراج أحمد المعنوني. تدور الأحداث في قرية قرب الدار البيضاء، حيث يحلم عبد الواحد، شاب فلاّح، بالهجرة إلى فرنسا لتحسين وضعه المالي رغم معارضة والدته وجده، لكنه يصر على تحقيق حلمه رغم العقبات.

## القصة
بعد وفاة والده، يجد عبد الواحد، وهو شاب يافع، نفسه مضطرًا لتولي مكان والده كرئيس للعائلة. إذ أصبح حضوره ضروريًا لوحدة الأسرة، لا سيما وأن عليه إعالة إخوته السبعة. أما حليمة، والدته، وهي امرأة تتسم بقوة ومعدن فريدين، فهي تؤدي دورها بالكامل أيضًا. وعندما يخبرها عبد الواحد برغبته في السفر للعمل في فرنسا، تحاول ثنيه عن ذلك. غير أنه لم يعد قادرًا على تحمّل حياة الشباب في الريف. فهو يرفض أن يظل رجلاً فقيرًا بلا مستقبل، ويتقدم بطلب للحصول على تصريح عمل في فرنسا

## طاقم التمثيل
- عبد الواحد التوبي
- رضوان أفندي
- بن براهيم

## الإنتاج
تم إنتاج الفيلم سنة 1978، يعتبر بمثابة بداية السينما المغربية الحديثة نحو العالمية، وأول الأفلام التي فتحت أبواب العالمية بمعية العمل السينمائي الحال لنفس المخرج أحمد المعنوني. الخطوات الأولى للصناعة السينمائية في المغرب العربي وإعادة بناء تاريخ السينما في هذه المنطقة من شمال أفريقيا.
كتبه وأدار تصويره المعنوني نفسه، وموسيقى الفيلم من توقيع المجموعة التراثية ل ناس الغيوان، أما المونتاج فقد أنجزه «مارتين شيكو».

## الجوائز
اختير فيلم «آليام آايام» سنة 1978 للمشاركة في المسابقة الرسمية لمهرجان كان، كما حصل على الجائزة الكبرى في «مهرجان مانهايم»، وفي مجموع الجوائز تجاوز الرصيد العشرين جائزة بين وطنية ومغاربية ودولية.

## وصلات خارجية
- مقالات تستعمل روابط فنية بلا صلة مع ويكي بيانات